# Leucadendron coniferum
Leucadendron coniferum és una espècie d'angiosperma de la família de les proteàcies (Proteaceae) endèmica de Sud-àfrica.

## Característiques
Té un port més aviat arbustiu i pot arribar fins a 4 metres d'alçada. No sobreviu als incendis, només les llavors sobreviuen. Floreix de l'agost al setembre. Escarabats petits poden actuar de pol·linitzadors. La dispersió de les llavors es produeix pel vent, les llavors són alades les quals s'emmagatzemen en els cons de les plantes femenines. Acostuma a habitar sòls sedimentaris, que han estat arrossegats pel vent i pot créixer de 0 a 300 metres sobre el nivell del mar.

## Reproducció
Com totes les espècies de Leucadendron, és dioica, és a dir, les flors masculines i femenines són produïdes en plantes separades. Les flors estan disposades en caps densos a les puntes de les branques. Les fulles que envolten els caps de les flors es coneixen com a fulles involucrals les quals no canvien de color mentre l'arbre està en flor.
Els arbres masculins són més cridaners, les seves flors són més prolífiques, més vistoses, les seves fulles són d'un brillant més argentat i les flors són caps grocs lluents i rodons.
En els arbres femenins sembla que costa més trobar-ne les flors, ja que les fulles involucrals amaguen les flors i no són tan brillants. A més les flors semblen que es troben més amunt i costa arribar-hi des de baix. L'època de floració és del setembre a l'octubre.

## Distribució
És una espècie endèmica del litoral de la província del Cap Occidental (Sud-àfrica). Es troba en zones costaneres des de la Península del Cap, passant per Kogelberg, Kleinmond i Groenland fins a les Muntanyes Riu Klein.